# Gmaind (Ebersberg)
Gmaind ist ein Gemeindeteil von Ebersberg im oberbayerischen Landkreis Ebersberg. Der Weiler liegt circa einen Kilometer nördlich von Ebersberg.

## Baudenkmäler
Siehe auch: Liste der Baudenkmäler in Gmaind
- Hofkapelle des sogenannten Geiger-Hofs